# NSW Tennis Centre
Il NSW Tennis Centre è un insieme di impianti sportivi situato a Sydney, in Australia. Il campo centrale, inaugurato nel 1999, è dedicato al tennista australiano Ken Rosewall e le tribune hanno una capienza di 10.500 posti.
Ha ospitato i tornei di tennis ai Giochi della XXVII Olimpiade e fino al 2019 il Sydney International, torneo di tennis che precedeva gli Australian Open. All'interno della Ken Rosewall Arena si disputano inoltre gli incontri di netball validi per il campionato australiano Super Netball. Dal 2020 l'Arena ospita la ATP Cup, e per l'occasione nel dicembre 2019 è stato inaugurato un tetto di copertura di cui era sprovvista. Nel corso della ristrutturazione è stato predisposto nell'arena anche un parquet in legno per gli incontri di netball. Gli altri 15 campi da tennis che compongono il complesso sono all'aperto.